# Inspekcja pana Anatola
Inspekcja pana Anatola – polski film fabularny z 1959 w reżyserii Jana Rybkowskiego, trzecia część trylogii filmowej mieszczącej również Kapelusz pana Anatola (1957) i Pan Anatol szuka miliona (1958).
Plenery: Otwock, dworzec kolejowy Piaseczno.

## Fabuła
Pan Anatol Kowalski, inspektor PZU przyjeżdża do Paryżewa. Oficjalnym powodem przyjazdu jest urlop. W rzeczywistości jednak otrzymał od szefa polecenie zdemaskowania szajki złodziei damskich kostiumów kąpielowych. Przypadkowa zamiana walizek powoduje, że pan Anatol zostaje wzięty za Amerykanina szukającego dziewczyn do filmu.

## Obsada
- Tadeusz Fijewski – Anatol Kowalski
- Helena Makowska-Fijewska – Maniuśka Kowalska, żona Anatola
- Barbara Połomska – Basia
- Aleksander Dzwonkowski – Feluś Piwko
- Zygmunt Chmielewski – Jan Wolski
- Krystyna Sienkiewicz – dziewczyna w klubie parodiująca Giulettę Masinę
- Bogumił Kobiela – prezes klubu '40 i 4 litery'
- Stanisław Bareja – fotograf w Paryżewie
- Ludwik Benoit – Barnaba Starski
- Mieczysław Pawlikowski – Apollo Godoć
- Stanisław Jaworski – inspektor
- Kazimierz Dejunowicz – Amerykanin
- Bronisław Pawlik – lokaj/oficer MO
- Ryszard Pracz – egzystencjalista